# Oliver Zimmer
Oliver Zimmer (* 1963 in Thalwil) ist ein schweizerisch-britischer Historiker. Er lehrte als Professor an der University of Oxford Moderne Europäische Geschichte. 

## Leben
Zimmer studierte an der Universität Zürich Geschichte, Soziologie und Politische Theorie und erwarb seinen PhD an der London School of Economics and Political Science. Von 1999 bis 2004 lehrte er an der University of Durham im Nordosten Englands. Nach einem längeren Forschungsaufenthalt als Fellow der Alexander-von-Humboldt-Stiftung in Tübingen und Augsburg wurde er 2005 nach Oxford berufen. Er war gleichzeitig Sanderson Fellow am University College Oxford. 2014 beförderte ihn die Humanities Division der University of Oxford zum Full Professor. Im Kollegjahr 2015/2016 war er Honorary Fellow am Historischen Kolleg in München.
Oliver Zimmers Forschung und Lehre beziehen sich vor allem auf das lange neunzehnte Jahrhundert in Europa. Zu seinen thematischen Schwerpunkten gehört der europäische Nationalismus sowie die Geschichte der Religion und des Liberalismus. Er beschäftigt sich mit der Erfahrung von Zeit und Geschwindigkeit im Eisenbahnzeitalter in Grossbritannien und Deutschland. Bei all seinen Forschungen versucht Zimmer, die Perspektiven von Politik-, Kultur- und Sozialgeschichte miteinander zu verbinden. Oliver Zimmer ist regelmässiger Autor der Neuen Zürcher Zeitung.
Der damalige Feuilletonchef der NZZ, René Scheu, nennt Zimmer in einem Essay einen Radikalen bzw. Radikaldemokraten im ursprünglichen Sinne. Dabei nimmt er Bezug auf den Schweizer Historiker Herbert Lüthy, der die Schweiz einmal als das «archaischste Land des Westens» beschrieb. Zimmer selbst bezeichnet die Eidgenossenschaft in einem Erklärvideo zur Schweiz als «widersinnig und widerspenstig», die EU als Neuauflage des «aufgeklärten Absolutismus».
2022 kehrte Zimmer in die Schweiz zurück und forscht am von Bruno S. Frey und Margit Osterloh gegründeten, privat betriebenen Center for Research in Economics, Management and the Arts (Crema).

## Veröffentlichungen
- A Contested Nation: History, Memory and Nationalism in Switzerland, 1761–1891. Cambridge University Press, Cambridge 2003, ISBN 978-0-521-03980-2.
- Nationalism in Europe, 1890–1940. Palgrave-Macmillan, Basingstoke 2003, ISBN 978-0-333-94720-3.
- Remaking the Rhythms of Life: German Communities in the Age of the Nation-State. (OUP, 2013, ISBN 978-0-19-957120-8)
- (ed. with Len Scales) Power and the Nation in European History. (CUP, 2005, ISBN 978-0-521-60830-5)
- (ed. with William Whyte) Nationalism and the Reshaping of Urban Communities in Europe, 1848–1914 (Palgrave, 2011, ISBN 978-0-230-30651-6)
- Wer hat Angst vor Tell? Unzeitgemässes zur Demokratie. Echtzeit-Verlag, Basel 2020 (3. Auflage 2022).
- mit Bruno S. Frey: Mehr Demokratie wagen. Für eine Teilhabe aller. Aufbau, Berlin 2023, ISBN 978-3-351-04175-5.